# Badister neopulchellus
Badister neopulchellus är en skalbaggsart som beskrevs av Carl Hildebrand Lindroth. Badister neopulchellus ingår i släktet Badister och familjen jordlöpare. Inga underarter finns listade i Catalogue of Life.